# القنصلية التركية العامة في القدس
القنصلية البريطانية العامة في القدس هي الممثلية الدبلوماسية العُليا التركية في دولة فلسطين. تأسست القنصلية في عام 1925. تقع القنصلية في حي الشيخ جراح بمدينة القدس.

## قائمة القناصل
| الترتيب | القنصل                        | تاريخ الاعتماد الدبلوماسي | تاريخ الانتهاء | رئيس تركيا      | رئيس دولة فلسطين | ملاحظات                                               |
| ------- | ----------------------------- | ------------------------- | -------------- | --------------- | ---------------- | ----------------------------------------------------- |
| 1       |                               |                           |                |                 |                  |                                                       |
| 2       |                               |                           |                |                 |                  |                                                       |
| 3       |                               |                           |                |                 |                  |                                                       |
| …..     |                               |                           |                |                 |                  |                                                       |
| 26      | أركان أوزير                   | 15 فبراير 2005            | 12 نوفمبر 2009 | أحمد نجدت سيزر  | محمود عباس       |                                                       |
| 27      | شاكر أوزكان تورونلار          | 17 أبريل 2010             | 1 فبراير 2014  | عبد الله غل     | محمود عباس       |                                                       |
|         | مصطفى سيرنيكش (قائم بالأعمال) | 2014                      | يوليو 2016     | رجب طيب أردوغان | محمود عباس       |                                                       |
| 28      | حسنو جوركان تورك أوغلو        | 14 نوفمبر 2016            | 15 يونيو 2019  | رجب طيب أردوغان | محمود عباس       |                                                       |
| 29      | أحمد رضا ديمرير               | 1 ديسمبر 2019             | 19 يونيو 2024  | رجب طيب أردوغان | محمود عباس       | تقلد وسام القدس في 6 يونيو 2024.                      |
| 30      | إسماعيل كوبان أوغلو           | 10 يوليو 2024             | لا يزال        | رجب طيب أردوغان | محمود عباس       | سلّم أوراق اعتماده في 28 نوفمبر 2024 للرئيس الفلسطيني. |

## وصلات خارجية
- الموقع الرسمي